# Oxydia translinquens
Oxydia translinquens är en fjärilsart som beskrevs av Walker 1860. Oxydia translinquens ingår i släktet Oxydia och familjen mätare. Inga underarter finns listade i Catalogue of Life.